# Dihammaphora bivittata
Dihammaphora bivittata là một loài bọ cánh cứng trong họ Cerambycidae.